# Grb Nizozemskih Antila
Grb Nizozemskih Antila se u današnjem obliku primjenjuje od 1986. godine, nakon što se Aruba odvojila od Nizozemskih Antila. Prijašnji je grb imao jednu zvijezdu više.
Sastoji se od štita s pet plavih zvijezda na zlatnoj podlozi, obrubljenog crvenom bojom. Nad štitom je nizozemska kruna, a u podnožju je latinsko geslo "Libertate Unanimus ("Ujedinjeni slobodom").